# Fixe Öle
Fixe Öle ist eine veraltete Bezeichnung für nicht flüchtige Öle. Sie hinterlassen im Gegensatz zu den flüchtig oder essentiell genannten Ölen einen dauerhaften Fettfleck auf Löschpapier, der auch mit der Zeit und Erhitzung nicht verschwindet.
Fixe Öle können aus Tieren oder Pflanzensamen gewonnen werden und sind (wie auch die aus Pflanzen gewonnenen flüchtigen Öle) meist flüssig oder schmelzen bei leicht erhöhten Temperaturen. Sie sind nicht oder nur sehr schlecht löslich in Wasser. Fixe Öle, die bei Temperaturen von 16 °C noch fest sind, werden teilweise auch als Fette bezeichnet. Beispiele für fixe Öle sind Ölivenöl und Mandelöl, Beispiele für Fette nach dieser Klassifikation sind Kakaobutter und Palmöl.
Fixe Öle bestehen hauptsächlich aus Triglyceriden (wie zum Beispiel Olein, Palmitin und Stearin) und haben meist eine komplexe Zusammensetzung.